# Campeón de Campeones 1994-95
El Campeón de Campeones 1994-95 fue la XXXVIII edición del Campeón de Campeones que debió enfrentar al campeón de la Liga 1994-95 y al campeón de la Copa México 1994-95 . Al ser el Club Necaxa el campeón, tanto del Campeonato de Liga como del de Copa, se le adjudicó el trofeo sin disputar el partido, siguiendo la norma existente.

## Información de los equipos
| Necaxa |  |  |  | Campeón de la Primera División de México (1994-95) |
| Necaxa |  |  |  | Campeón de la Copa México (1994-95)                |

| Campeón de Campeones 1994-95 |
| ---------------------------- |
|                              |
| Necaxa                       |
| 2° Título                    |